# Alberto Ascari
Alberto Ascari,  född 13 juli 1918 i Milano, död 26 maj 1955 i Monza, var en italiensk racerförare. Han var son till den legendariske racerföraren Antonio Ascari.

## Racingkarriär
Alberto Ascari körde bland annat Formel 1 och blev där världsmästare med Ferrari två gånger, 1952 och 1953. Han kom tvåa i förarmästerskapet säsongen 1951. Han lyckades vinna nio VM-lopp han startade i rad, vilket är ett ännu oslaget rekord inom Formel 1. De bägge titlarna var fullständigt ohotade, och han sågs vid tiden som Juan Manuel Fangios största rival, och många hävdade att Ascari var den snabbare av de två.
Säsongen 1954 blev misslyckad, sedan han lämnat Ferrari efter en lönedispyt med Enzo Ferrari, och bara deltagit i några få tävlingar med Lancia, och 1955 en tragedi. Alberto Ascari fick bryta de två första loppen, det andra efter en spektakulär krasch när han missat en chikan nere i hamnen under Monacos Grand Prix 1955. Veckan därefter omkom Ascari under en testkörning av en av Ferraris sportvagnar på Autodromo Nazionale Monza. Mycket har gjorts av det faktum att den mycket skrockfulle Ascari för första gången någonsin körde en tävlingsbil utan sin mörkblå hjälm, sedan han lånat vännen Luigi Villoresis vita hjälm. Normalt vägrade Ascari åka i alla andra hjälmar. Dessutom dog han bara tre dagar äldre än när hans egen far hade avlidit i en krasch på en racerbana 1925.
Ascari ingår i International Motorsports Hall of Fame sedan 1992.

## F1-karriär

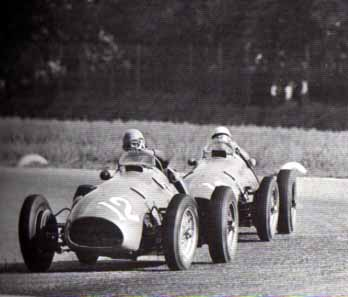
Alberto Ascari och Luigi Villoresi i Italiens Grand Prix 1952.

| Säsong                | Stall/Tillverkare       | Placering             | Lopp | Poäng | Etta | Tvåa | Trea | Pole | Varv |
| --------------------- | ----------------------- | --------------------- | ---- | ----- | ---- | ---- | ---- | ---- | ---- |
| 1950                  | Ferrari                 | 5                     | 5    | 11    |      | 2    |      |      |      |
| 1951                  | Ferrari                 | 2                     | 8    | 25    | 2    | 2    |      | 2    |      |
| 1952                  | Ferrari                 | 1                     | 7    | 36    | 6    |      |      | 5    | 6    |
| 1953                  | Ferrari                 | 1                     | 9    | 34,5  | 5    |      |      | 6    | 4    |
| 1954                  | Maserati Ferrari Lancia | 25                    | 5    | 1,1   |      |      |      | 1    | 2    |
| 1955                  | Lancia                  | -                     | 2    |       |      |      |      |      |      |
| Sammanlagt 6 säsonger | Sammanlagt 6 säsonger   | Sammanlagt 6 säsonger | 36   | 107,6 | 13   | 4    | 0    | 14   | 12   |

| 1. Tyskland 1951 2. Italien 1951 3. Belgien 1952 4. Frankrike 1952 5. Storbritannien 1952 6. Tyskland 1952 7. Nederländerna 1952 8. Italien 1952 9. Argentina 1953 10. Nederländerna 1953 11. Belgien 1953 12. Storbritannien 1953 13. Schweiz 1953 |

| 1. Monaco 1950 2. Italien 1950 3. Belgien 1951 4. Frankrike 1951 |

| 1. Tyskland 1951 2. Spanien 1951 3. Belgien 1952 4. Frankrike 1952 5. Tyskland 1952 6. Nederländerna 1952 7. Italien 1952 8. Argentina 1953 9. Nederländerna 1953 10. Frankrike 1953 11. Storbritannien 1953 12. Tyskland 1953 13. Italien 1953 14. Spanien 1954 |

| 1. Belgien 1952 2. Frankrike 1952 3. Storbritannien 1952 4. Tyskland 1952 5. Nederländerna 1952 6. Italien 1952 7. Argentina 1953 8. Storbritannien 1953 9. Tyskland 1953 10. Schweiz 1953 11. Storbritannien 1954 12. Spanien 1954 |

| 1. International Trophy 1949 2. Italiens Grand Prix 1949 3. Penya Rhins Grand Prix 1950 4. San Remos Grand Prix 1951 5. Syrakusas Grand Prix 1952 6. Paus Grand Prix 1952 7. Marseilles Grand Prix 1952 8. La Baules Grand Prix 1952 9. Paus Grand Prix 1953 10. Bordeaux' Grand Prix 1953 11. Valentinos Grand Prix 1955 12. Neapels Grand Prix 1955 |